# Скопито
Скопито (итал. Scoppito) је насеље у Италији у округу Л'Аквила, региону Абруцо.
Према процени из 2011. у насељу је живело 616 становника. Насеље се налази на надморској висини од 753 м.

## Становништво
Према резултатима пописа становништва 2011. у општини је живело 3.285 становника.
| 1936. | 1951. | 1961. | 1971. | 1981. | 1991. | 2001. | 2011. |
| ----- | ----- | ----- | ----- | ----- | ----- | ----- | ----- |
| 2.314 | 2.278 | 1.943 | 1.677 | 1.994 | 2.251 | 2.757 | 3.285 |